# پیدرا (آریزونا)
پیدرا (به انگلیسی: Piedra) یک منطقهٔ مسکونی در ایالات متحده آمریکا است که در آریزونا واقع شده است. پیدرا ۲۲۱ متر بالاتر از سطح دریا واقع شده است.